# Mooresville (Misuri)
Mooresville es una villa ubicada en el condado de Livingston en el estado estadounidense de Misuri. En el Censo de 2010 tenía una población de 91 habitantes y una densidad poblacional de 196,29 personas por km².

## Geografía
Mooresville se encuentra ubicada en las coordenadas 39°44′48″N 93°43′15″O / 39.74667, -93.72083. Según la Oficina del Censo de los Estados Unidos, Mooresville tiene una superficie total de 0.46 km², de la cual 0,46 km² corresponden a tierra firme y (0 %) 0 km² es agua.

## Demografía
Según el censo de 2010, había 91 personas residiendo en Mooresville. La densidad de población era de 196,29 hab./km². De los 91 habitantes, Mooresville estaba compuesto por el 100 % blancos. Del total de la población el 0 % eran hispanos o latinos de cualquier raza.